# Stelle principali della costellazione di Orione
Segue un prospetto delle stelle principali della costellazione di Orione, elencate per magnitudine decrescente.